# Церковь Святого Духа (Братислава)
Церковь Святого Духа (словац. Kostol Ducha Svätého) — католический храм, находящийся в Братиславе, Словакия.

## История
Краеугольный камень нового храма во имя Святого Духа был освящён Римским папойИоанном Павлом II во время его пастырского визита в Словакии в 1995 году. Церковь была освящена 26-го октября 2002 года.

## Архитектура
Храмовый комплекс построен по проекту архитекторов Людовита Режухи и Мариана Луптака в современном стиле и включает в себя церковь и помещения для священнослужителей. Здание храма выполнено в круговой планировке. Над церковью возвышается стреловидный купол 30-метровой высоты.
Возле алтаря находится кованное изображение Святого Духа, выполненное в виде голубя.
Пространство храма рассчитано на 600 посетителей.